# Paul-Gerhardt-Kirche (Hamburg-Winterhude)

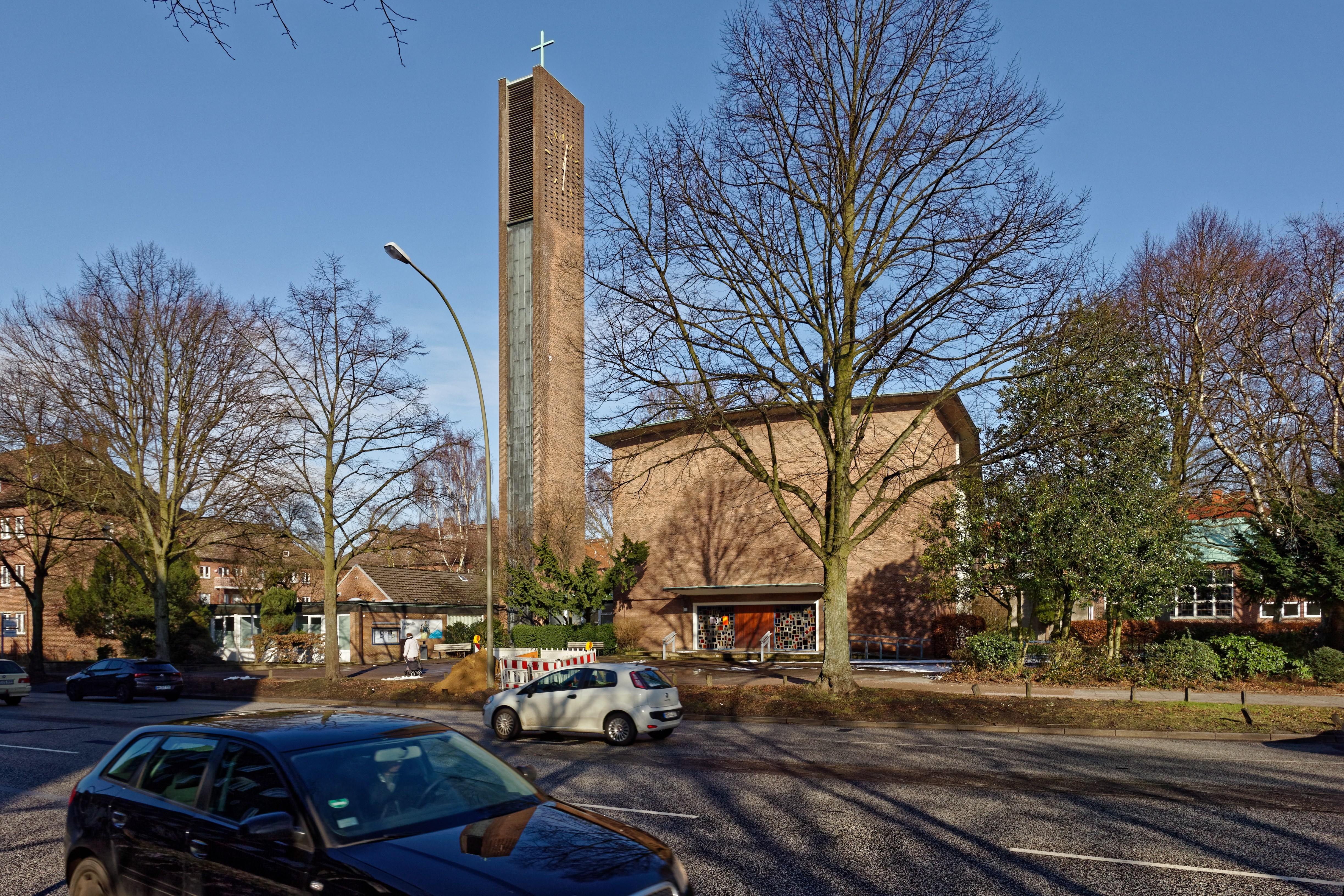
Ansicht über den Ring 2

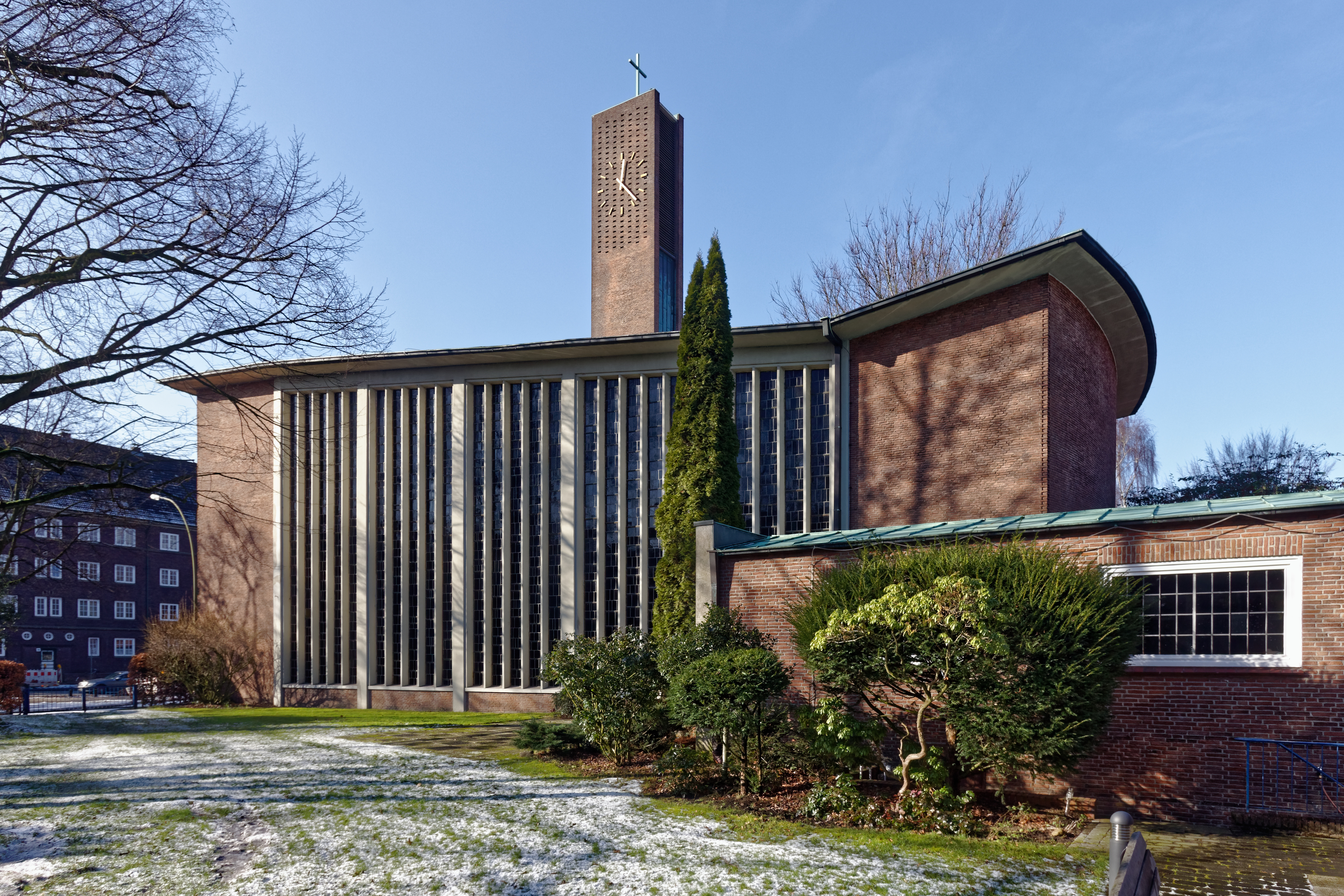
Südseite mit Fensterfront

Die evangelisch-lutherische Paul-Gerhardt-Kirche im Hamburger Stadtteil Winterhude ist nach dem Theologen und Liederdichter Paul Gerhardt benannt. Sie liegt an der Straße Braamkamp, die zwar den Rand eines Wohngebietes bildet, aber auch gleichzeitig als Teil des Rings 2 eine der Hauptverkehrsstraßen Hamburgs ist.

## Bau der Kirche
Die ersten Ideen, an dieser Stelle eine Kirche zu errichten, gehen auf die 1930er-Jahre zurück, als 1933 zunächst eine kleine Kapelle als Filiale der Matthäuskirche  errichtet wurde. Diese trug bereits den gleichen Namen wie die heutige Kirche und dient mittlerweile als Gemeindehaus.
Erst deutlich nach Kriegsende griff man die Idee einer großen Kirche wieder auf und ließ vollständig neue, zeitgemäße Pläne erstellen. Die Planungen begannen 1957, der eigentliche Bau erfolgte von 1960 bis 1962 unter der Leitung des Architekturbüros von Hermann Schöne und Günter Schudnagies. Aufgrund der Lage des Grundstückes und der schon vorhandenen Bebauung musste die bei Kirchenbauten sonst übliche Ostung aufgegeben werden, und der Altar ist stattdessen nach Nordnordosten ausgerichtet. Durch diese Ausrichtung erhielt der Kirchenraum eine Ostseite und eine Westseite, deren Fenster nun Morgen- bzw. Abendsonne erhalten und entsprechende Lichtstimmungen schaffen. Die Einweihung fand am 11. Februar 1962 statt.
Die Kirche liegt zwischen dichter Wohnbebauung auf einem Grundstück mit geringen Freiflächen. Das für 400 Sitzplätze geplante Kirchenschiff ist sehr schlicht gehalten, die Wände zeigen Ziegelmauern und sichtbare Betonstreben. Auf seiner Ostseite befindet sich eine Reihe hoher Fenster, ein farbiges Bleiglasfenster in der Westseite betont den Altarraum. Die Fassaden sind durchgängig mit holländischen Ziegelsteinen im für Norddeutschland seltenen Vechtformat verkleidet. Die eigenwillige Wandstruktur der Verkleidung wird besonders auf den großen Flächen der Eingangswand und der beiden Turmseiten deutlich. Die Nord- und Südwände des 34 m hohen Turms waren ursprünglich aus Glasbausteinen, seit 1974 bestehen sie aus mit Kupferblech verkleidetem Stahlbeton, der den Glockenschwingungen und den Witterungseinflüssen deutlich besser widersteht.

## Ausstattung
Die Gestaltung des Innenraums lenkt die Aufmerksamkeit hauptsächlich auf den Altar und das dicht darüber hängende Kruzifix.
Die Hauptstücke Altar, Kanzel und Taufe entwarf Ursula Querner in anspruchsvollen Formen. Sie verwendete als Material vorwiegend Bronze auf Stahlrahmen und Basalt für die Altarplatte. Zwischen Altar und Taufbecken steht ein großer Osterleuchter, den auch Ursula Querner fertigte. Die Bronzeplatten mit denen die Kanzel verkleidet ist, stellen die Geschichte rund um die Speisung der Fünftausend dar.
Das Bildfenster im Chorraum ist ein Entwurf Diether Kressels. Es stellt in moderner Bildsprache den Lobgesang Paulus’ und Silas’ (Apg 16,22-32 ) dar.
Das von Fritz Fleer geschaffene Lesepult ergänzte erst 1980 die Ausstattung. Fleer orientierte sich an der Gestaltung der Kanzel und verkleidete das Lesepult ebenfalls mit einer Bronzeplatte, auf der die Geschichte von Jesus und der Samariterin (Joh 4,5-30 ) angedeutet wird.

## Glocken
Die Kirche verfügt über ein Geläut aus fünf stählernen Glocken, deren Inschriften jeweils aus Kirchenliedern Paul Gerhardts stammen
| Nr. | Name | Durchmesser (mm) | Masse (kg) | Schlagton | Inschrift                                                               |
| 1   |      |                  | 716        | fis       | Alles Ding währt seine Zeit, Gottes Lieb in Ewigkeit (EG 325, Kehrvers) |
| 2   |      |                  | 598        | a         | Sollt ich meinem Gott nicht singen? (EG 325, 1)                         |
| 3   |      |                  | 414        | h         | Kommt und lasst uns Christum ehren (EG 39, 1)                           |
| 4   |      |                  | 291        | cis       | Er reisset durch den Tod (EG 112, 5)                                    |
| 5   |      |                  | 198        | dis       | Ihn, ihn lass tun und walten (EG 361, 8)                                |

## Orgel

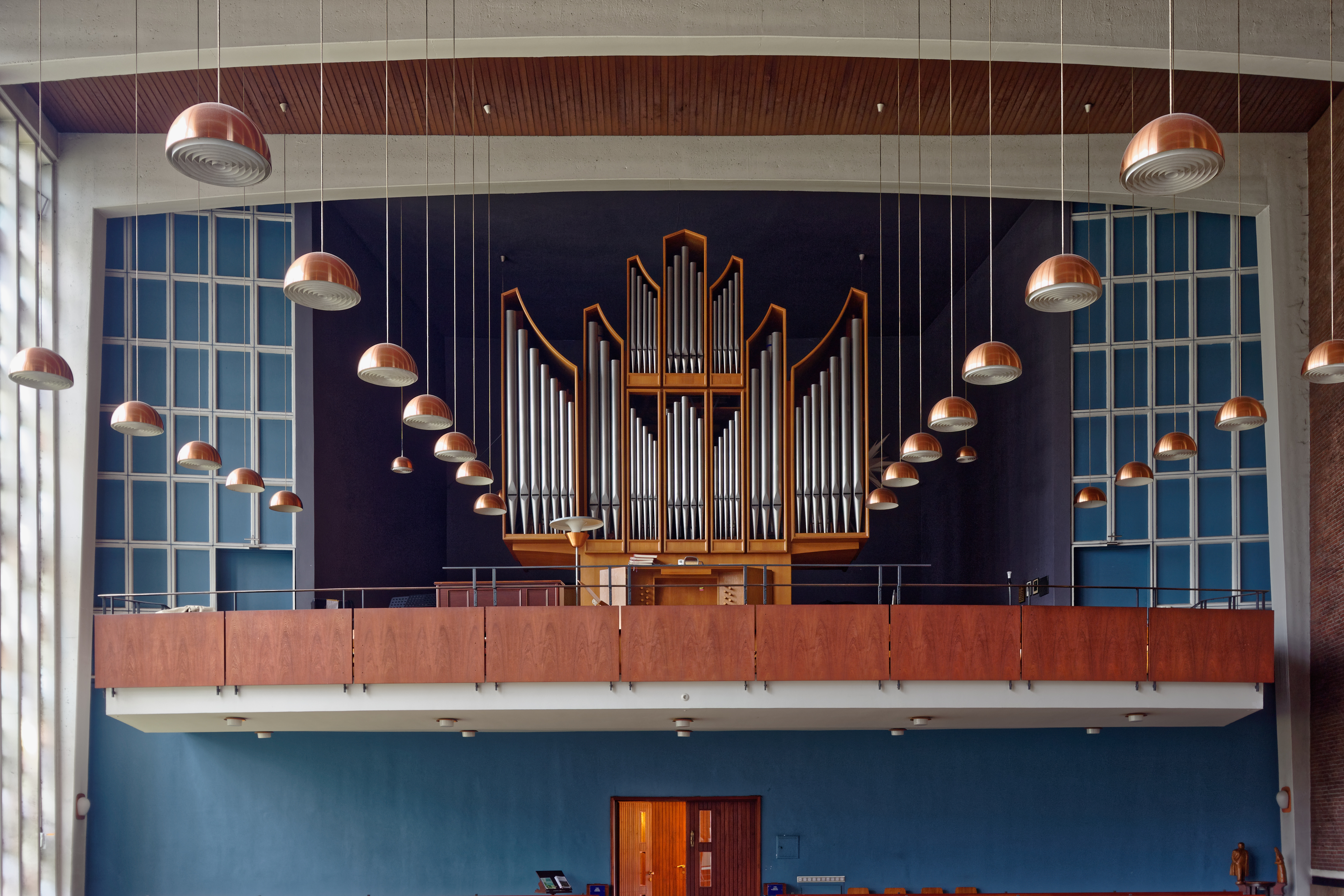
Orgelprospekt

Die heutige Orgel hatte ein Vorgängerinstrument, das seit 1936 im alten Gemeindesaal und bis 1966 in der neugebauten Kirche stand.
Die 1992 generalüberholte Orgel aus dem Jahr 1966 wurde in der Werkstatt von Orgelbau Alfred Führer hergestellt, ihre Disposition lautet:
| I Hauptwerk C– |              |       |
| 1.             | Quintade     | 16′   |
| 2.             | Prinzipal    | 8′    |
| 3.             | Rohrflöte    | 8′    |
| 4.             | Oktave       | 4′    |
| 5.             | Quinte       | 2 ⁄3′ |
| 6.             | Oktave       | 2′    |
| 7.             | Mixtur IV-VI | 1 ⁄3′ |
| 8.             | Trompete     | 8′    |

| II Oberpositiv C– |                 |       |
| 9.                | Gedackt         | 8′    |
| 10.               | Prinzipal       | 4′    |
| 11.               | Blockflöte      | 4′    |
| 12.               | Gemshorn        | 2′    |
| 13.               | Quinte          | 1 ⁄3′ |
| 14.               | Oktave          | 1′    |
| 15.               | Sesquialtera II |       |
| 16.               | Scharff III     | 2⁄3′  |
| 17.               | Dulcian         | 8′    |
|                   | Tremulant       |       |

| Pedal C– |           |     |
| 18.      | Subbass   | 16′ |
| 19.      | Prinzipal | 8′  |
| 20.      | Oktave    | 4′  |
| 21.      | Mixtur IV | 2′  |
| 22.      | Posaune   | 16′ |
| 23.      | Trompete  | 8′  |

- Koppeln: I/II, I/P, II/P

## Fotografien und Karte
Koordinaten: 53° 36′ 0″ N, 10° 0′ 20″ O

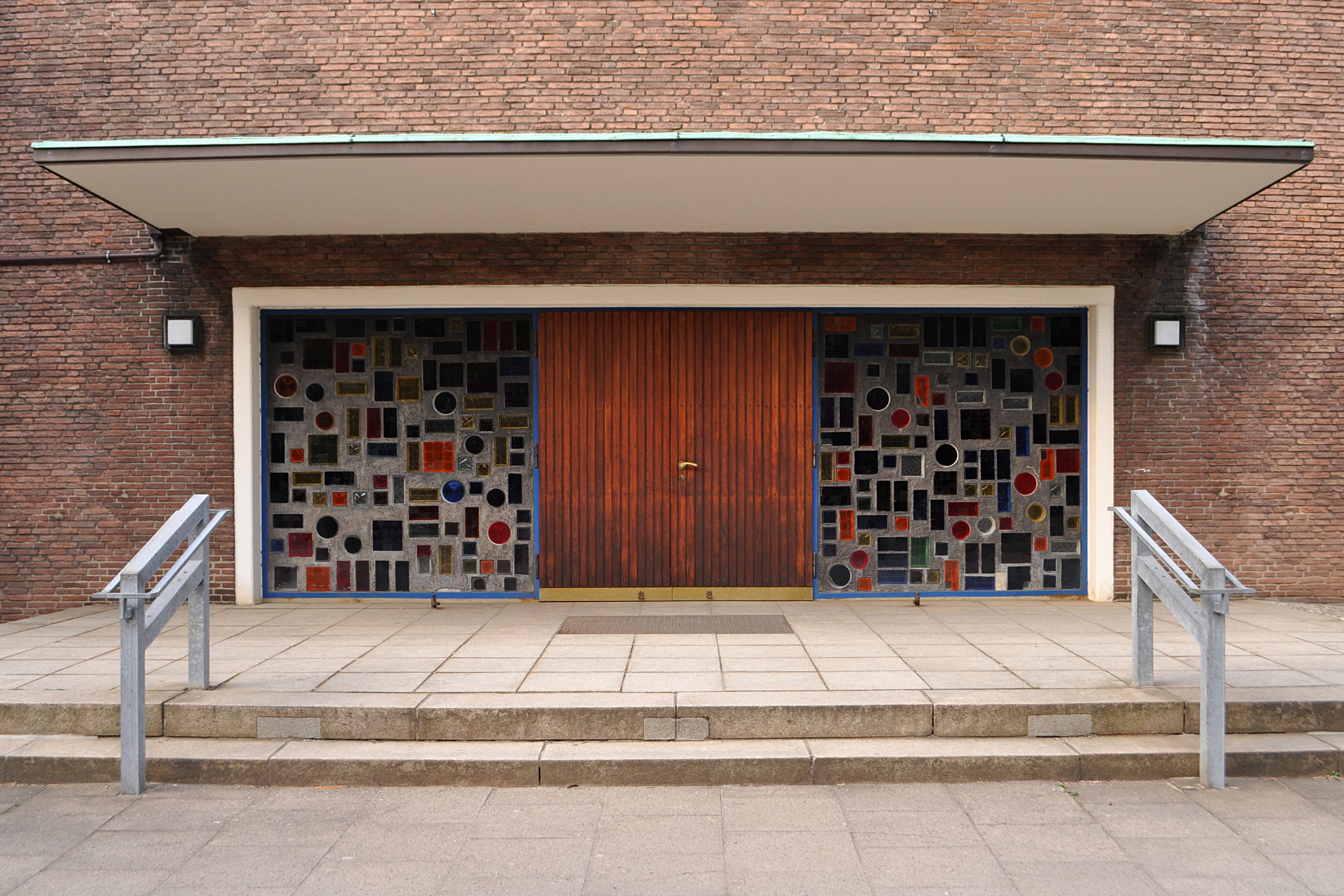
Portal mit Buntglasfenstern
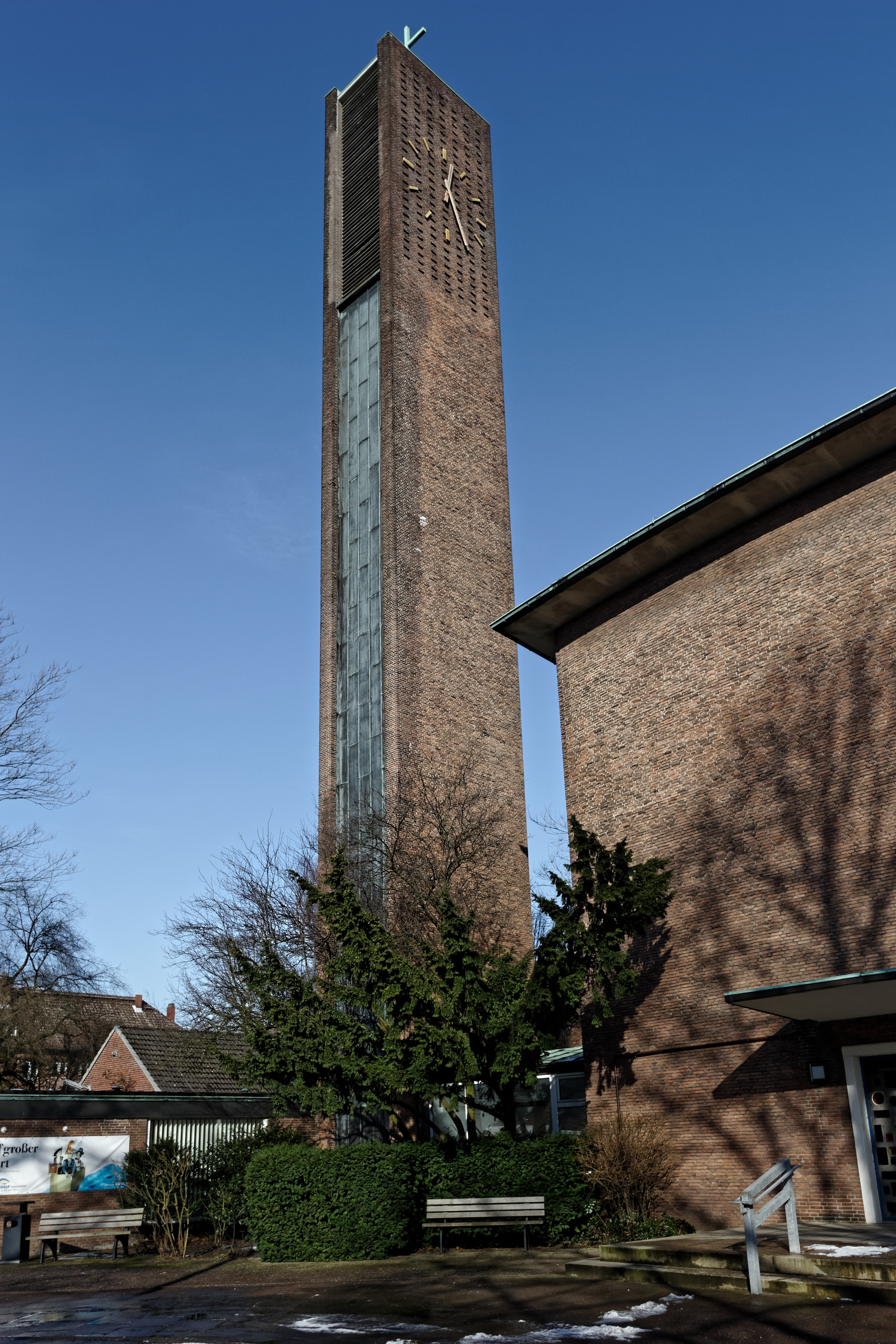
Turm